# 1755 en musique classique
| \| • Retour à la chronologie générale de la musique classique • \| |
| Grèce • Rome • Haut Moyen Âge • VIIIe siècle • IXe siècle • Xe siècle • XIe siècle XIIe siècle • XIIIe siècle • XIVe siècle • XVe siècle • XVIe siècle • XVIIe siècle XVIIIe siècle • XIXe siècle • XXe siècle • XXIe siècle |
| • Retour à la chronologie générale de la musique classique • |

| Années en musique classique : 1752 - 1753 - 1754 - 1755 - 1756 - 1757 - 1758    |
| Décennies en musique classique : 1720 - 1730 - 1740 - 1750 - 1760 - 1770 - 1780 |

## Naissances

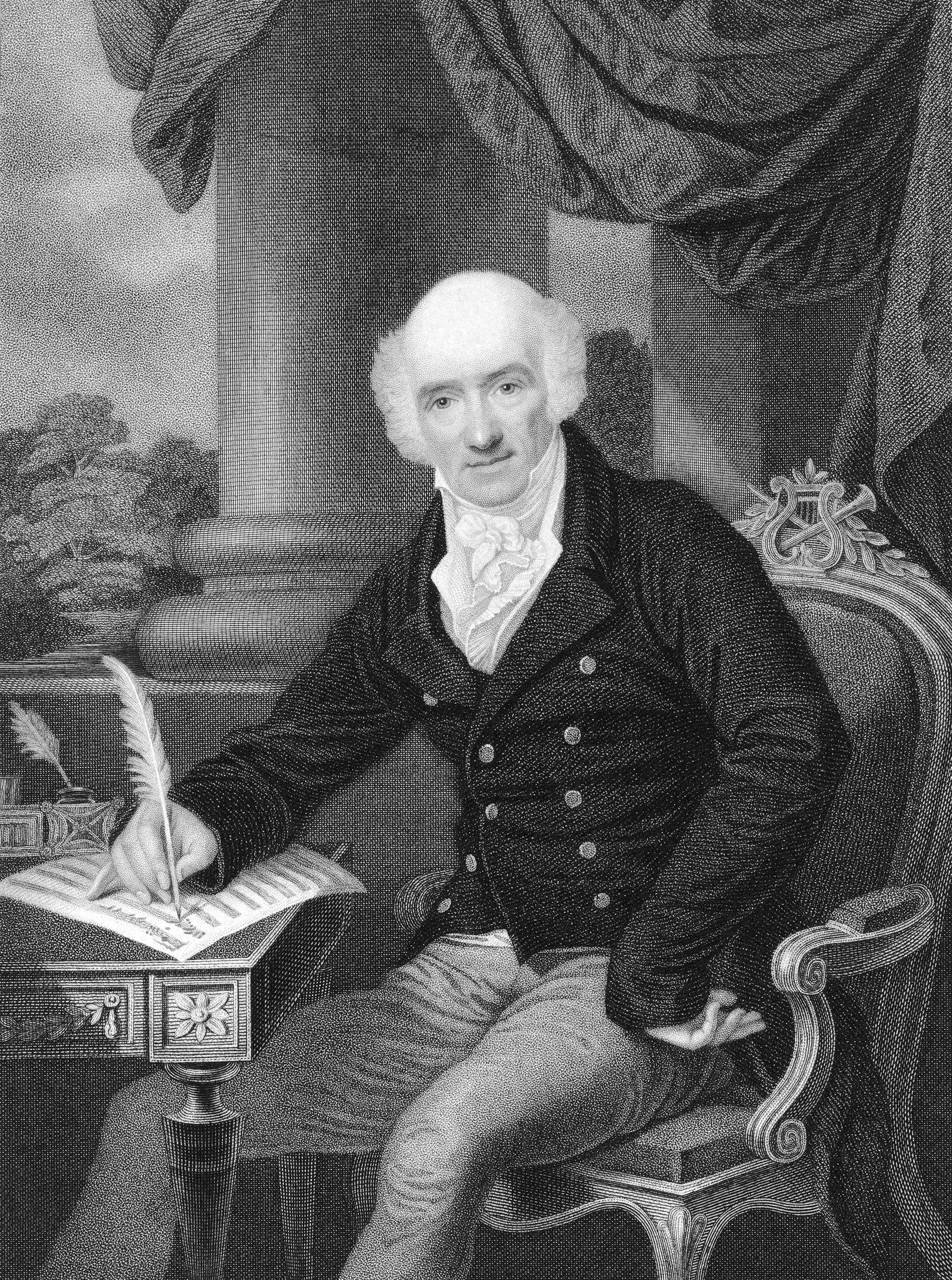
Giovanni Battista Viotti

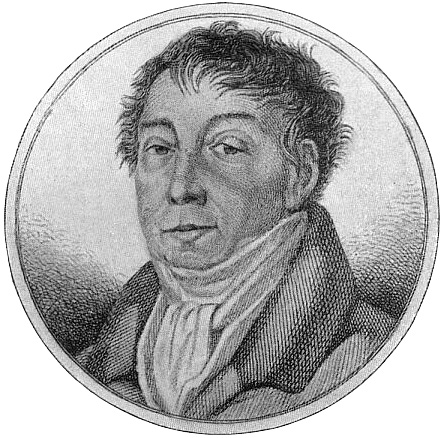
Luigi Marchesi

- 16 janvier : Maria Theresia Ahlefeldt, compositrice danoise d'origine allemande († 20 décembre 1810).
- 2 mars : Antoine-Frédéric Gresnick, compositeur belge († 6 octobre 1799).
- 10 mars : François-Joseph Hérold, musicien français († 1er septembre 1802).
- 14 mars : Pierre-Louis Couperin, organiste et compositeur français († 10 octobre 1789).
- 6 mai : Johann Stadler, clarinettiste de l'Orchestre de Vienne († 2 mai 1804).
- 12 mai : Giovanni Battista Viotti, violoniste et compositeur italien († 3 mars 1824).
- 22 mai : Gaetano Andreozzi, compositeur italien († 21 décembre 1826).
- 1er juin : Federigo Fiorillo, violoniste, altiste et compositeur allemand († vers 1823).
- 3 juin : Johann Bohak, facteur d'instruments à clavier autrichien († 1805).
- 18 juin :
  - Joseph-François Garnier, hautboïste et compositeur français († 31 mars 1825).
  - Marie-Louise Dugazon, actrice et cantatrice française († 22 septembre 1821).
- 12 juillet : Rose Clairville, actrice et chanteuse française († 19 novembre 1828).
- 8 août : Luigi Marchesi, castrat italien († 14 décembre 1829).
- 22 septembre : Christian Kalkbrenner, compositeur et musicologue allemand († 10 août 1806).
- 21 novembre : Mateo Albéniz, compositeur espagnol († 23 juin 1831).

Date indéterminée
- Louis-Armand Chardin, compositeur français († 1er octobre 1793).
- Giuseppe Ferlendis, compositeur et hautboïste italien († 1802).
- Adriana Ferrarese, chanteuse d'opéra italienne († après 1804).
- Jean-Pierre Solié, compositeur et chanteur d'opéra français († 6 août 1812).

## Décès

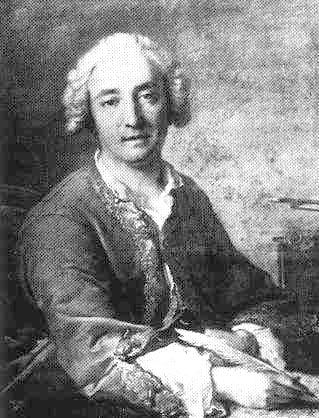
Joseph Nicolas Pancrace Royer

- 11 janvier : Joseph Nicolas Pancrace Royer, compositeur et claveciniste français (° 1705).
- 15 janvier : Azzolino della Ciaja, organiste, claveciniste et compositeur italien (° 21 mai 1671).
- 12 février : Pietro Trinchera, librettiste italien (° 11 juin 1707).
- 18 avril : Antoine Calvière, organiste français (° 1695).
- 21 juin : Giovanni Porta, compositeur d'opéras italien (° vers 1675).
- 6 juillet : Pietro Paolo Bencini, compositeur italien (° 1670).
- 9 juillet : Johann Gottlob Harrer, compositeur et Thomaskantor allemand (° 1703).
- 30 septembre : Francesco Durante, compositeur italien (° 31 mars 1684).
- 28 octobre : Joseph Bodin de Boismortier, compositeur français (° 23 décembre 1689).
- 25 novembre : Johann Georg Pisendel, compositeur allemand (° 26 décembre 1687).
- 1er décembre : Maurice Greene, compositeur britannique (° 12 août 1696).
- 8 décembre : Jean-Baptiste Stuck, violoncelliste d'origine allemande (° 6 mai 1680).

Date indéterminée
- Francisco António de Almeida, compositeur et organiste portugais (° 1702).
- Charles Dollé, gambiste et compositeur français (° 1710).
- Manuel de Zumaya, prêtre, organiste et compositeur mexicain (° 1678).